# Profesie liberală
Profesia liberală este o ocupație intelectuală, exercitată de o persoană pe cont propriu (liber-profesionist) care face parte, în mod obligatoriu, dintr-un ordin profesional.

## Aspecte lingvistice
Deși expresia tradițională este cea de profesie liberală, dicționarul explicativ al limbii române (DEX, Ediția 1998), la fel ca și actele normative din ultimul deceniu folosesc expresia profesie liberă. DEX-ul definește profesiunea liberă ca fiind profesiunea exercitată de o persoană pe cont propriu (fără să fie angajată permanent într-o instituție sau întreprindere).
Notă: Ediția DEX din 1998 prezintă concepția de după 1990 și nu reprezintă realitatea istorică de dinainte de 1945. Sensul existent înainte de această dată este apropiat de cel folosit în acele vremuri în Germania și Austro-Ungaria, ca urmare a populației germane și maghiare din Banat si Ardeal după primul Război Mondial, precum și a relaților economice cu acele țări. 
În prezent noțiunea germană de profesie liberă, sau activitate liber profesionistă  înțelege în general o formă deosebită de independență profesională, respectiv o profesiune exercitată în mod independent din domeniul științific, artistic, literar, de predare sau educație. 
Sursa: https://de.wikipedia.org/wiki/Freiberuf
Profesie liberală sau profesiune liberă?
- Folosirea expresiei de profesie liberă este criticabilă, deoarece,  per a contrario, sugerează și "existența unor profesii care nu sunt libere, ceea ce ar reprezenta muncă forțată sau obligatorie, cu violarea art. 4 din Convenția europeană a drepturilor omului și a art. 42 din Constituția României, republicată"1.
- Sensurile celor două sintagme nu se suprapun întru totul. Profesiune liberă înseamnă "profesiune exercitată de o persoană pe cont propriu, fără a fi angajată permanent undeva". Profesiune liberală desemnează o ocupație intelectuală, care ține de cultura spiritului (arhitectură, filosofie, drept, medicină) sau/și care depinde de un "ordin", de un organism profesional neconvențional, cu un mod special de remunerare 2.

## Uniunea Profesiilor Liberale din România
- Asociația Medicilor Stomatologi cu Practică Privată din România
- Asociația Națională a Evaluatorilor din România (ANEVAR)
- Camera Auditorilor Financiari din România
- Clubul Român de Presă
- Colegiul Farmaciștilor din România
- Colegiul Fizicienilor Medicali din România (CFMR)
- Colegiul Medicilor din România
- Colegiul Medicilor Veterinari din România
- Colegiul Psihologilor din România
- Colegiul Asistentilor Sociali din Romania
- Consiliul de Mediere
- Corpul Experților Contabili și Contabililor Autorizați din România (CECCAR)
- Corpul Experților Tehnici din România (CETR)
- Ordinul Arhitecților din România având următoarele filiale: Arad, Argeș, Bacău-Neamț, Bihor, Brașov, Covasna, Harghita, București, Dobrogea (Constanța-Tulcea), Dunărea de Jos (Brăila-Galați), Hunedoara, Iași (Iași-Vaslui), Muntenia Sud-Est (Buzău, Călărași, Ialomița, Vrancea), Muntenia Vest (Dâmbovița, Giurgiu, Ilfov), Mureș, Nord-Est (Botoșani, Suceava, Neamt), Nord-Vest (Maramureș, Satu Mare), Oltenia (Dolj, Gorj, Mehedinți, Olt, Teleorman), Prahova, Sibiu-Vâlcea, Timiș (Timiș, Caraș-Severin), Transilvania (Alba, Bistrița-Năsăud, Cluj, Sălaj)
- Uniunea Națională a Barourilor din România
- Uniunea Națională a Executorilor Judecătorești din România
- Uniunea Națională a Notarilor Publici din România
- Uniunea Națională a Practicienilor în Insolvență din România